# 西尔维乌·约内斯库
西尔维乌·约内斯库（英語：Silviu Ionescu，以下简称约内斯库），罗马尼亚驻新加坡前公使。他已经被证实是涉及在新加坡武吉班让两宗汽车撞人后就逃跑的司机。这两宗在仅仅一分钟内发生的车祸，发生于2009年12月15日清晨。验尸庭在经过为期6天的审讯后，毫无疑问地确定约内斯库就是驾驶一辆属于罗马尼亚大使馆的奥迪A6型汽车的司机，在武吉班让路连续撞上三名行人后，逃离现场。过后，他谎称车子被偷窃。事发后三天，约内斯库离开新加坡，并拒绝回到新加坡。新加坡总检察署已经准备了13项控状针对约内斯库，包括鲁莽驾驶、事后逃跑、没对伤者施救，又向警察提供假资料。

## 两起撞人后就逃跑的车祸
2009年12月15日，大约上午3时10分，一辆车牌号码 S3401CD 属于罗马尼亚大使馆的汽车沿着武吉班让路朝武吉巴督行驶。该辆汽车在武吉班让路和万吉路有交通灯控制的交界处，撞倒正在利用行人穿越道过马路的唐国威（Tong Kok Wai，31岁）和黄威豪（Bong Hwee Haw，24岁）。当时，交通灯的指示是让行人行走的。肇祸的司机没有停车并往前驶去。大约100米外，在武吉班让路和秉定路有交通灯控制的交界处，该辆汽车再次撞上另一名行人，他是18岁的莫哈末哈利。他当时踩着滑板车，与他的兄弟和朋友过马路。交通灯的指示是让行人行走的。肇祸的司机没有停车并往前驶去。